# 業旺邨
業旺邨（英語：Yip Wong Estate）是位於香港新界屯門的一條公共屋邨，第一及第二期分別於2024及2025年入伙。

## 屋邨資訊

### 歷史
業旺邨位於屯門業旺路一帶，皇珠路以北，天后路以南，前身是散石灣填海地，比龍逸邨所處的土地更早完成填海。

### 樓宇
屋邨命名已於2023年3月尾公佈，其中第一期第4座命名為「業和樓」；其餘第二期三座的命名亦於同年10月尾公佈。
| 樓宇名稱                   | 門牌號碼   | 樓宇類型                   | 落成年份 | 樓宇層數（住宅層數） | 每層伙數 | 單位總數（伙） | 建築師                                                     | 承建商   | 提供升降機的廠商 | 期數 |
| -------------------------- | ---------- | -------------------------- | -------- | -------------------- | -------- | -------------- | ---------------------------------------------------------- | -------- | ---------------- | ---- |
| 業和樓（第4座） （英語：Yip Wo House） | 天后路21號 | 非標準設計大廈（T型）      | 2024年   | 40 （3-40樓）        | 18       | 684            | 房屋署總建築師、 怡境師有限公司、 周古梁建築工程師有限公司 | 安保工程 | 三菱電機         | 1    |
| 業善樓（第1座） （英語：Yip Sin House） | 天后路25號 | 非標準設計大廈（T型）      | 2024年   | 40 （4-40樓）        | 28       | 1036           | 房屋署總建築師、 怡境師有限公司、 周古梁建築工程師有限公司 | 安保工程 | 三菱電機         | 2    |
| 業德樓（第2座） （英語：Yip Tak House） | 天后路25號 | 非標準設計大廈（十字長型） | 2024年   | 39 （3-39樓）        | 24       | 888            | 房屋署總建築師、 怡境師有限公司、 周古梁建築工程師有限公司 | 安保工程 | 三菱電機         | 2    |
| 業慈樓（第3座） （英語：Yip Tze House） | 天后路25號 | 非標準設計大廈（L型）      | 2024年   | 37 （4-37樓）        | 20       | 680            | 房屋署總建築師、 怡境師有限公司、 周古梁建築工程師有限公司 | 安保工程 | 三菱電機         | 2    |

### 配套設施
業旺邨將設有仁濟醫院友愛幼稚園新校舍，位於業旺邨業和樓1樓平台，於2024年7月完成分配。該幼稚園將由友愛邨遷入。
業旺商場（英語：Yip Wong Shopping Centre）位於二期基座，樓高兩層﹐設有12間商舖，可供出租面積約1,653平方米，商場開業初期設有電器店與裝修設計店。另外停車場亦設於二期基座。

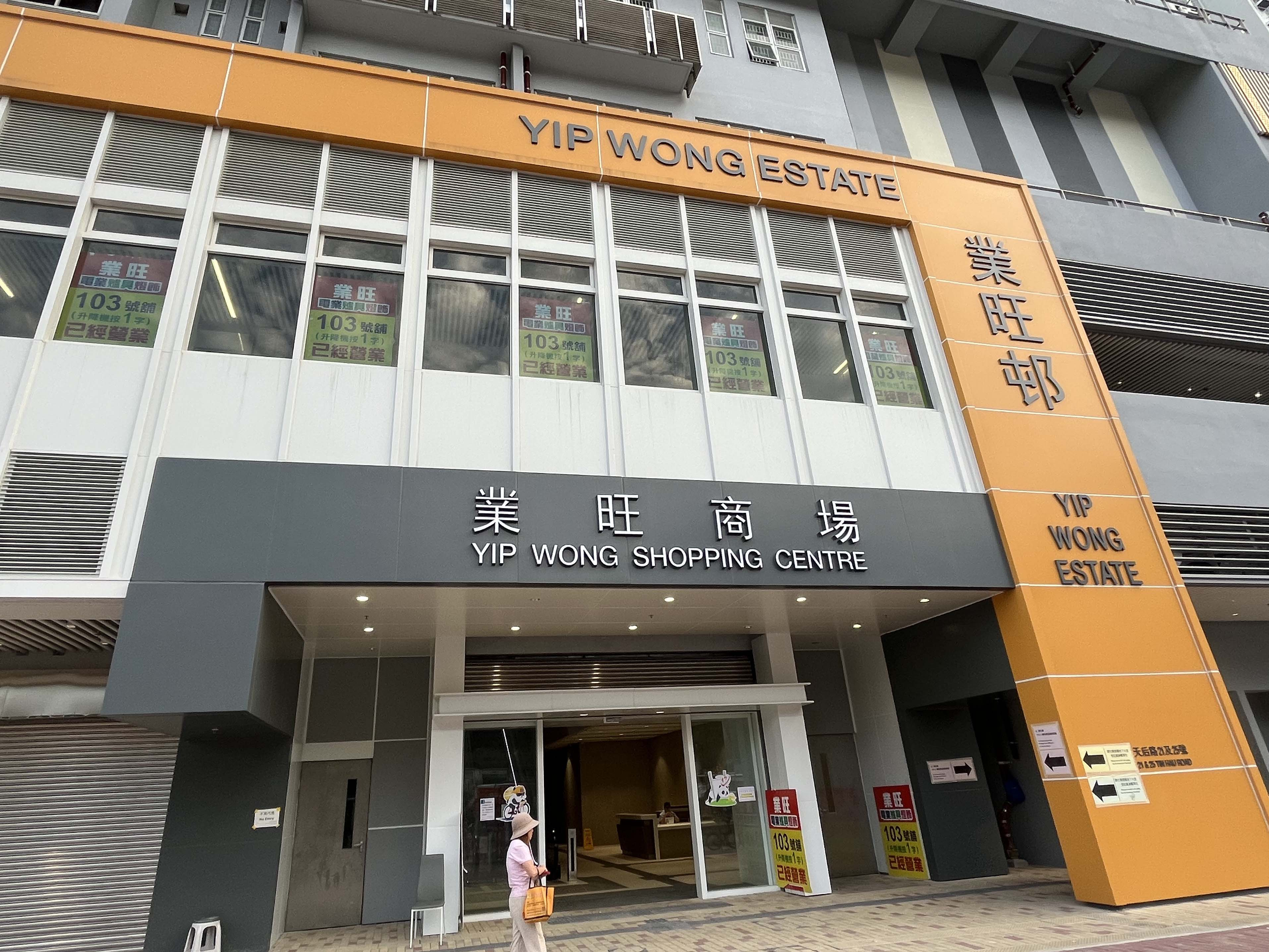
業旺商場正門

## 興建圖集

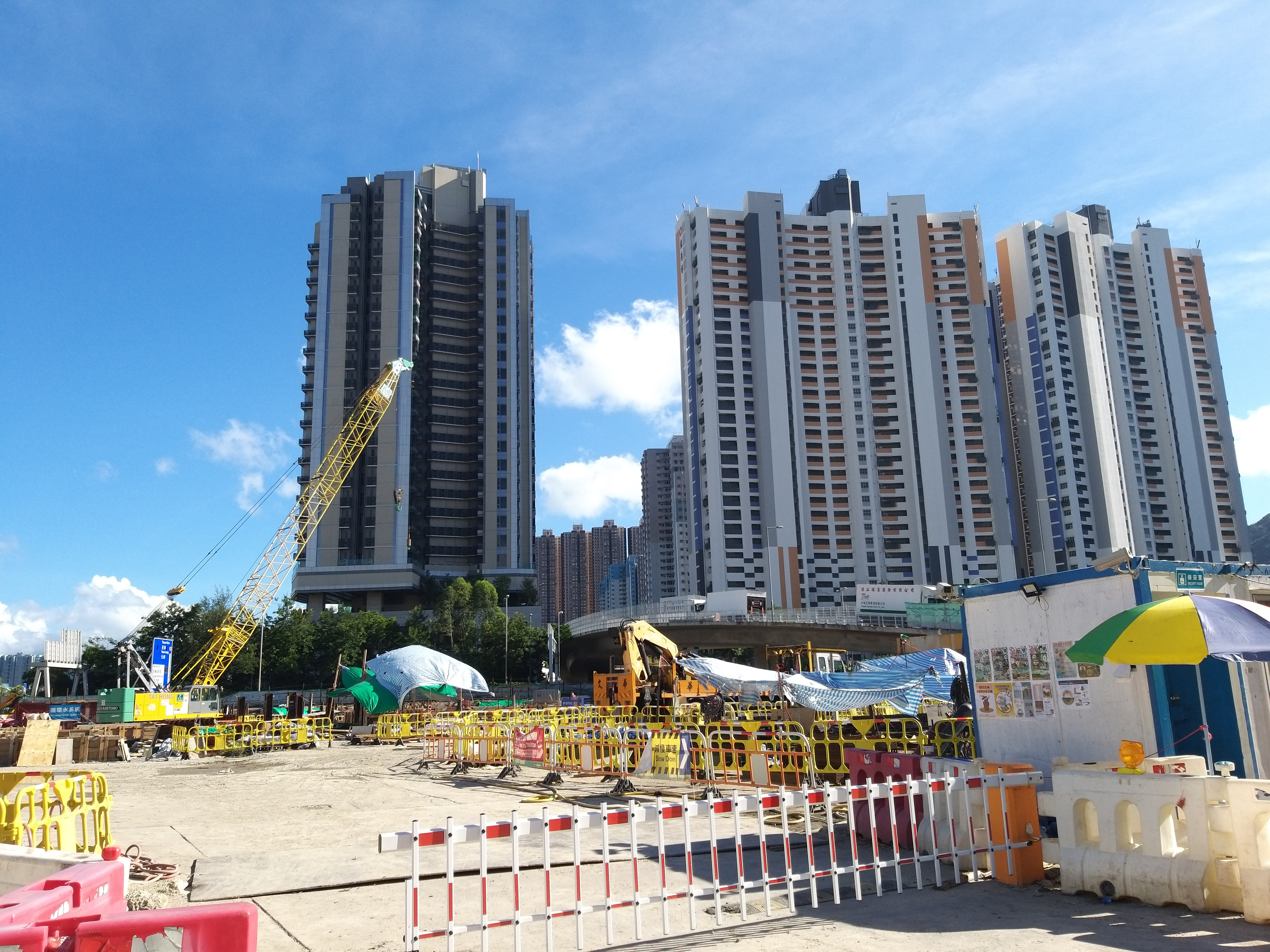
剛動工之業旺邨（2020年7月）
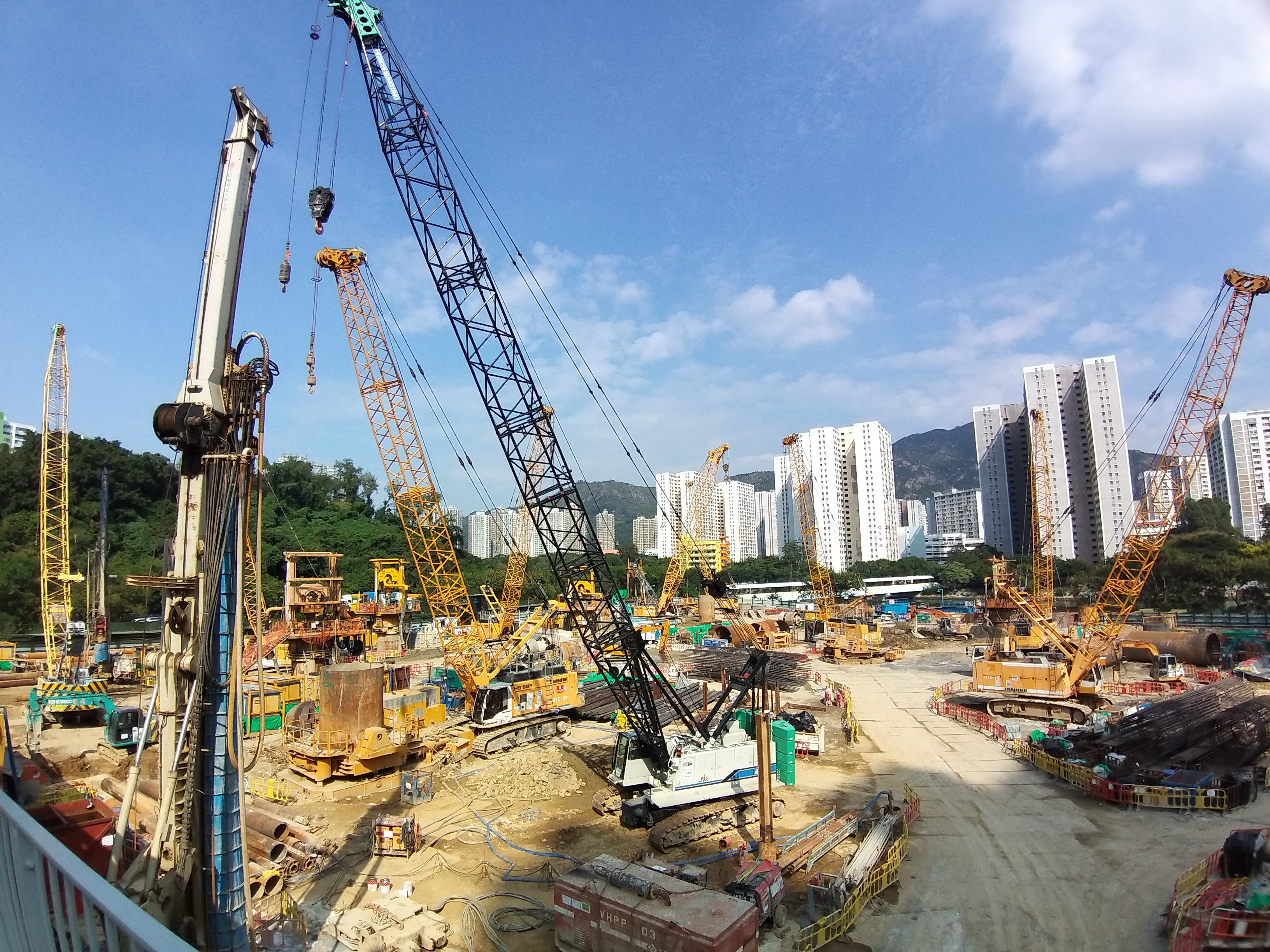
地基工程進行中（2020年10月）
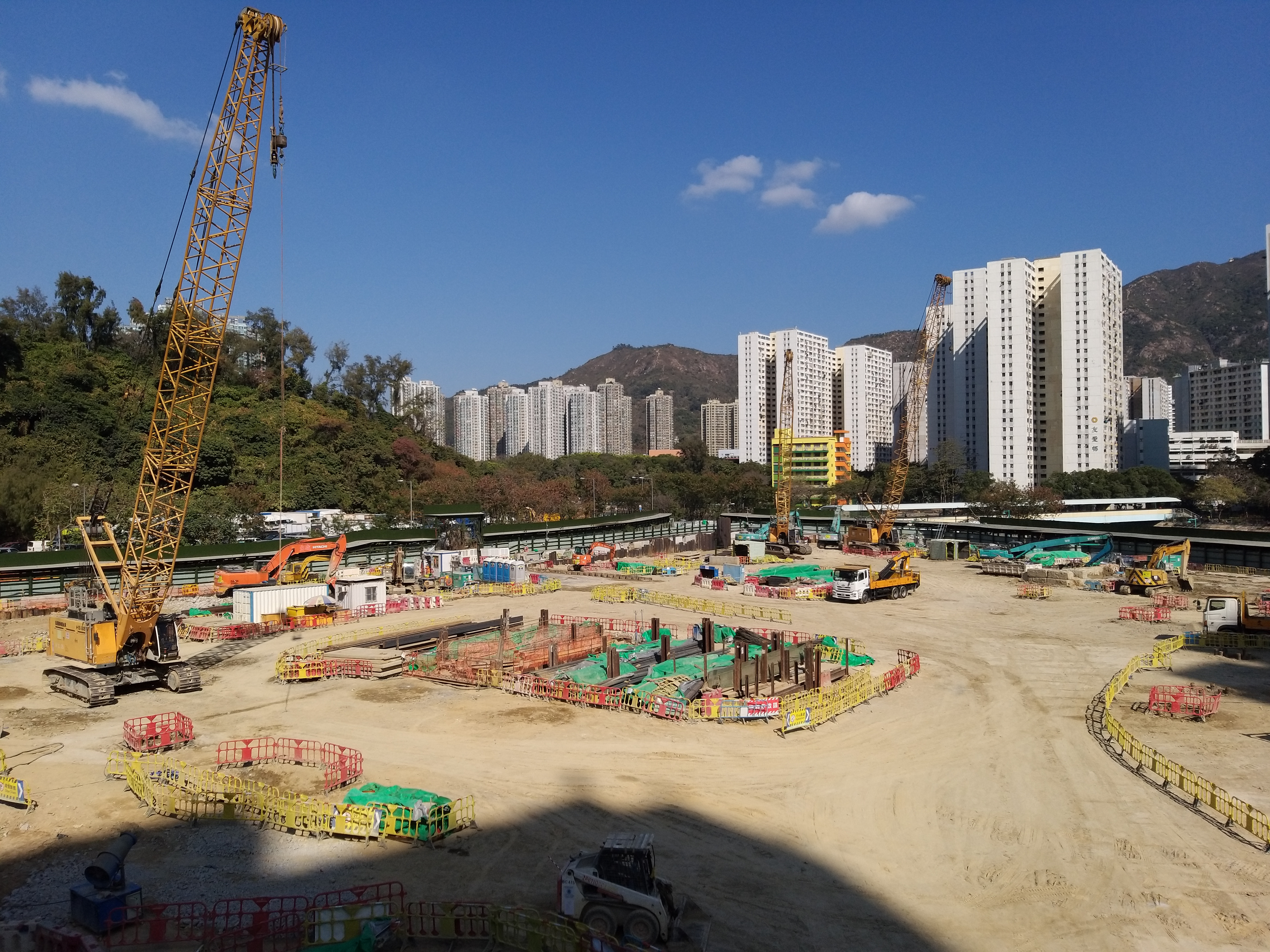
所有樁柱完工（2021年1月）
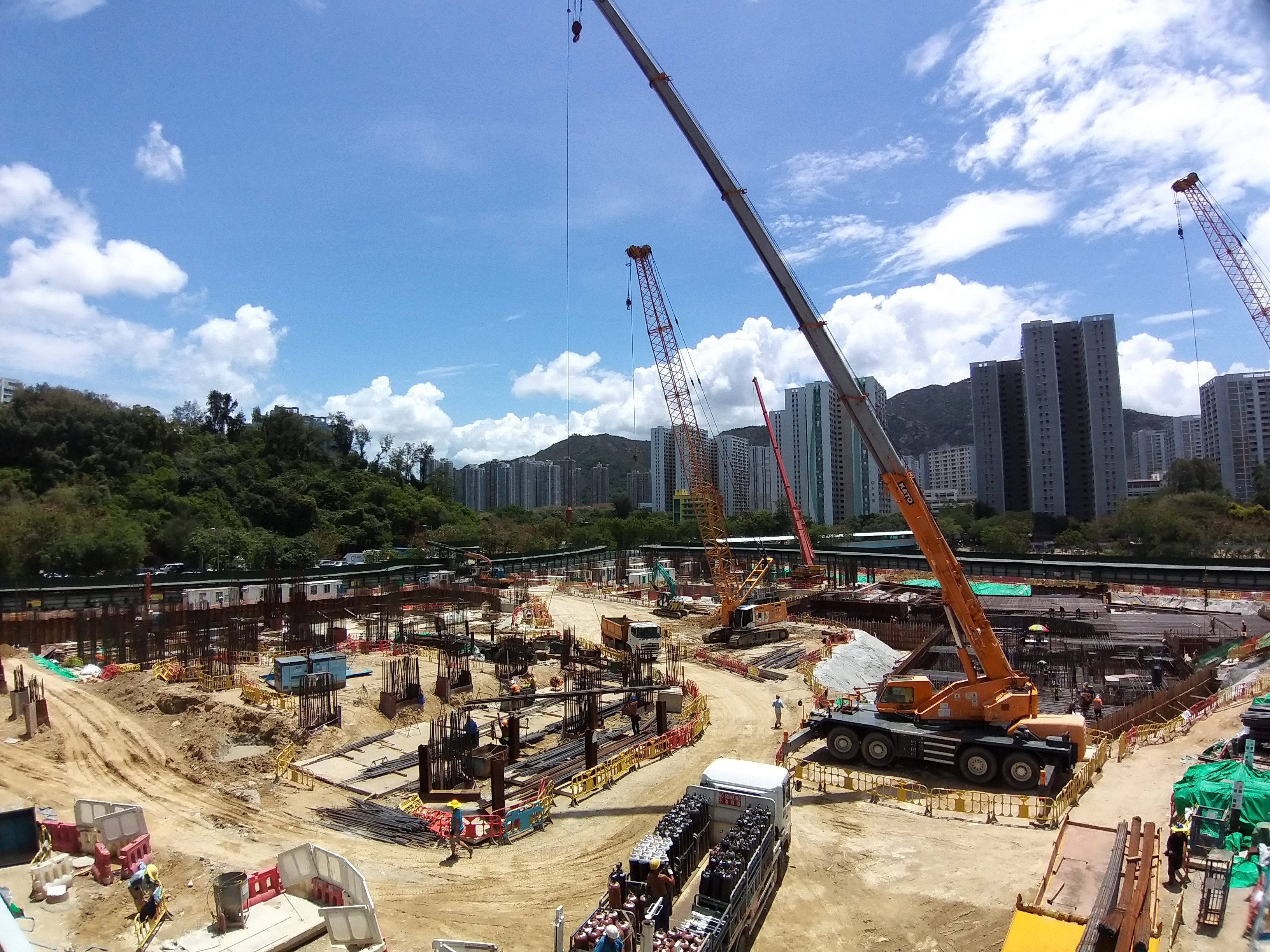
正在澆築樁帽（2021年5月）
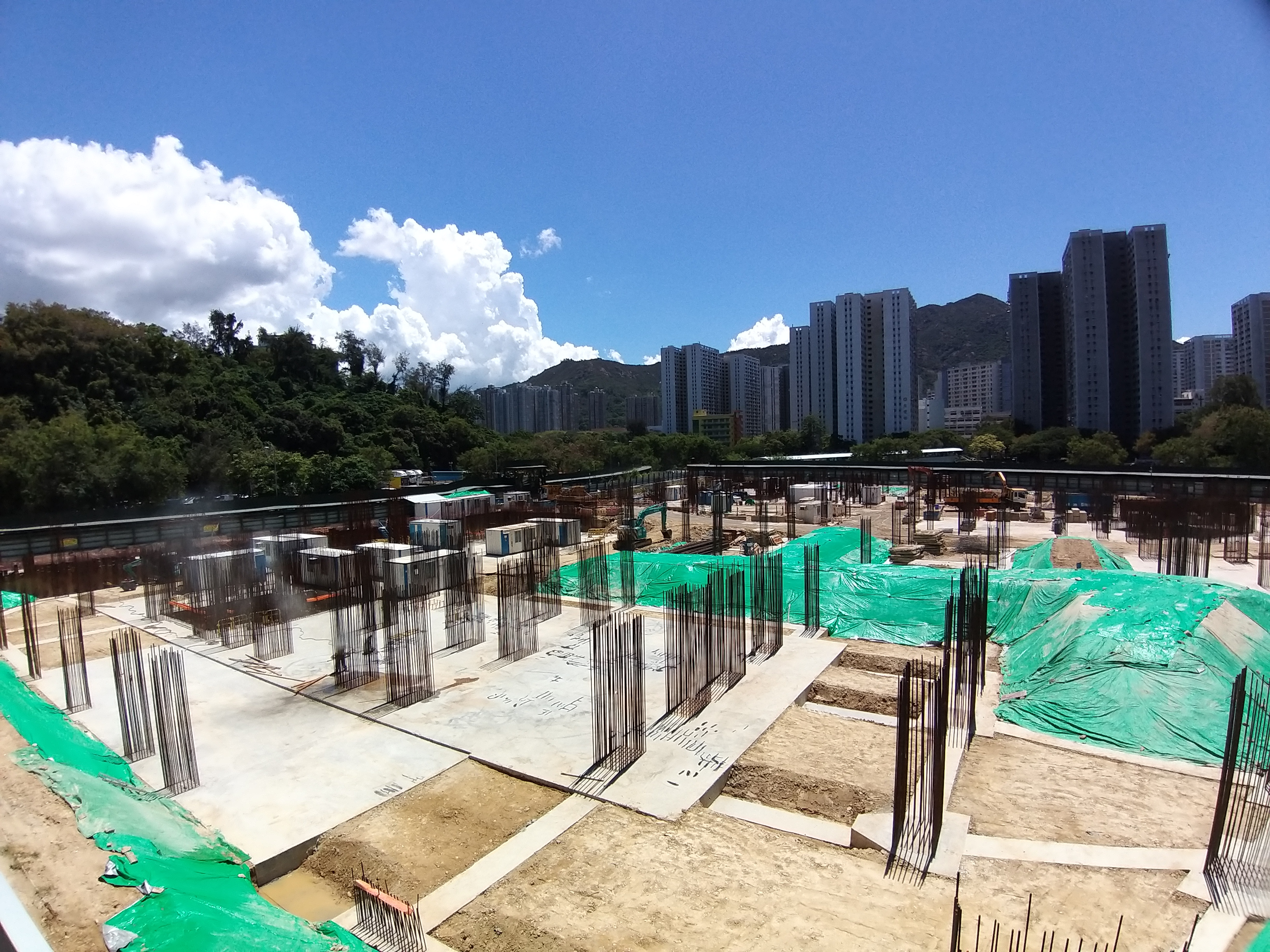
地基工程大致完成（2021年7月）
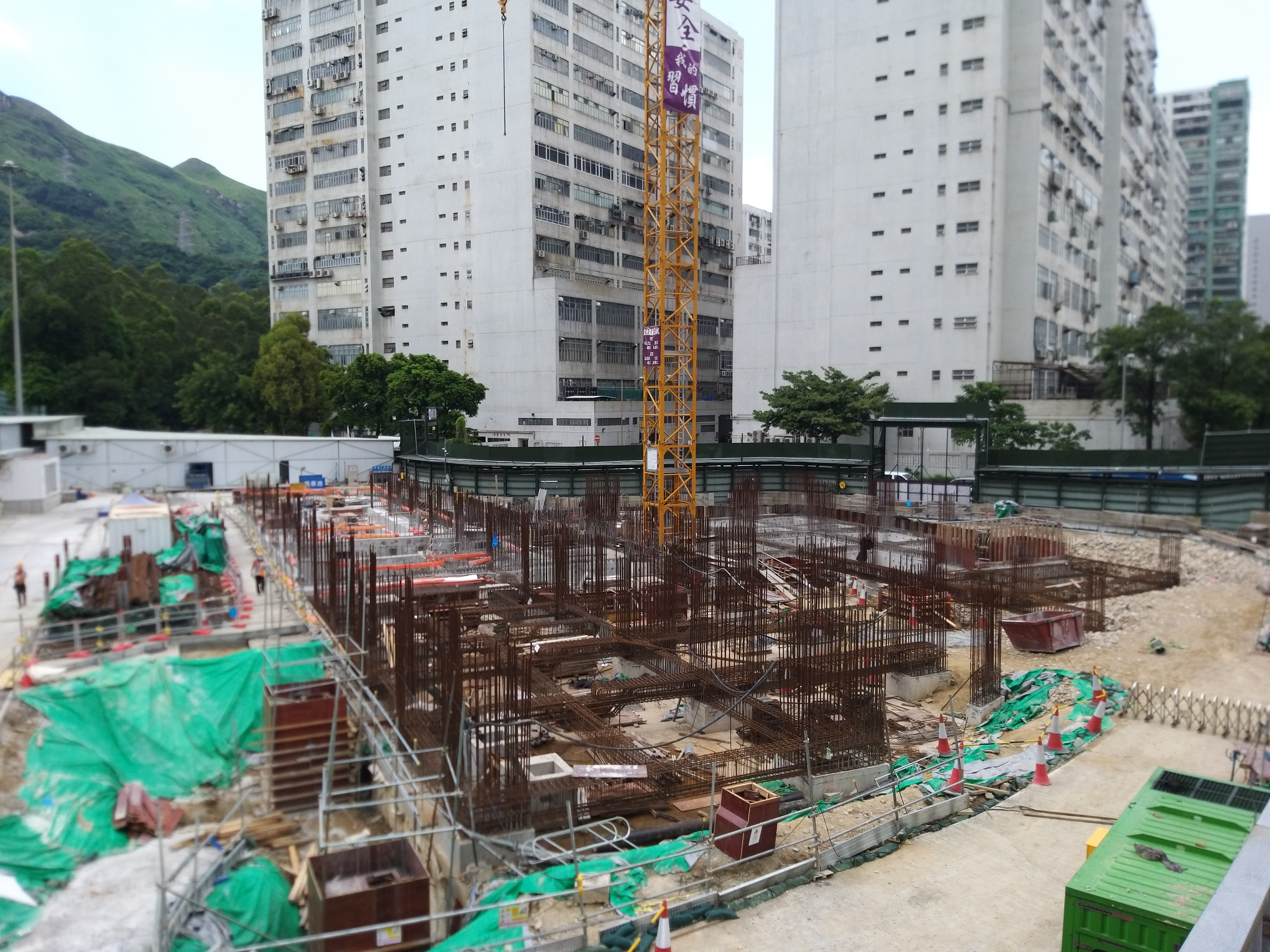
業和樓開始興建上蓋（2021年9月）
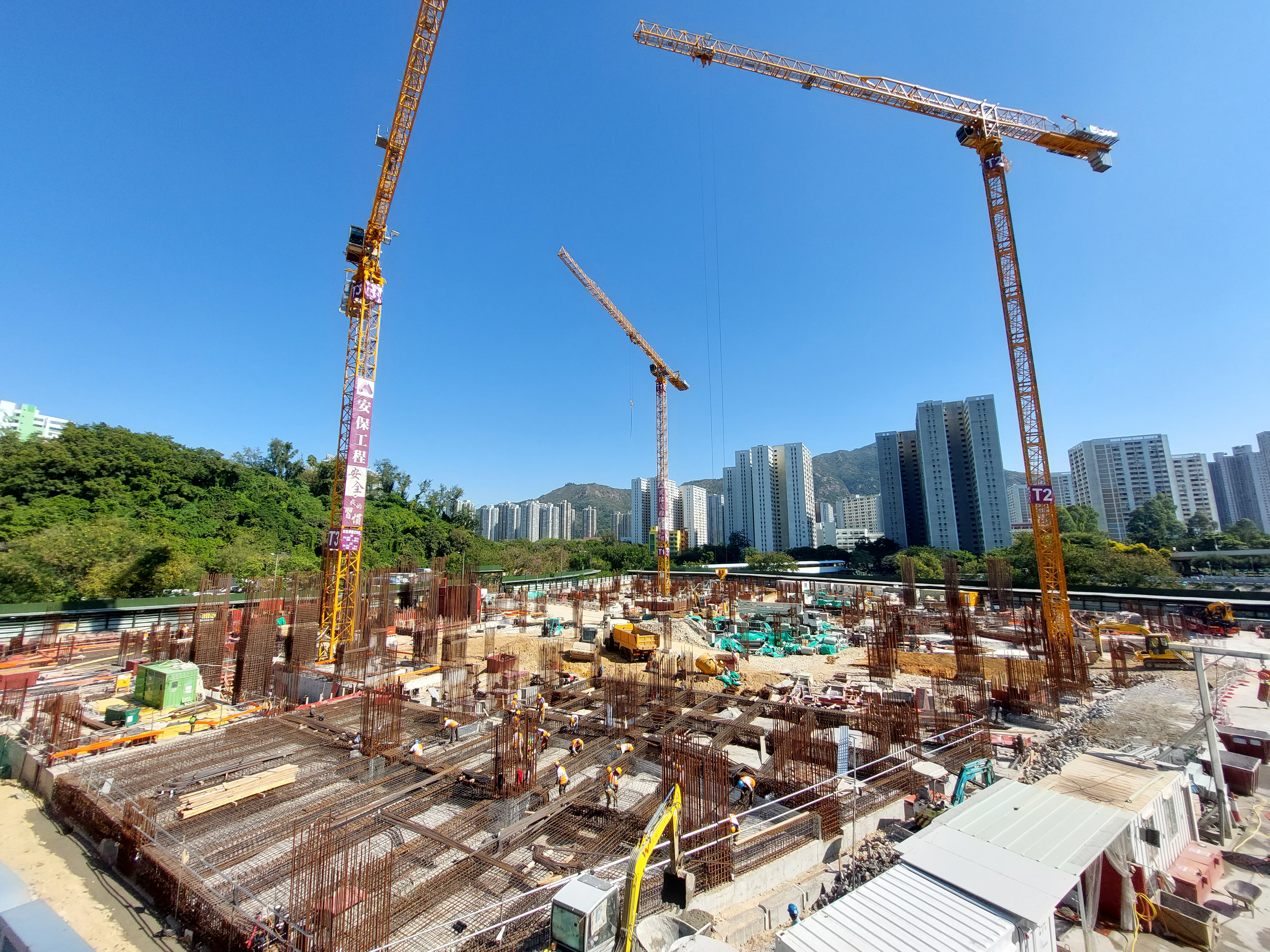
業善樓、業德樓及業慈樓亦開始興建上蓋（2021年12月）
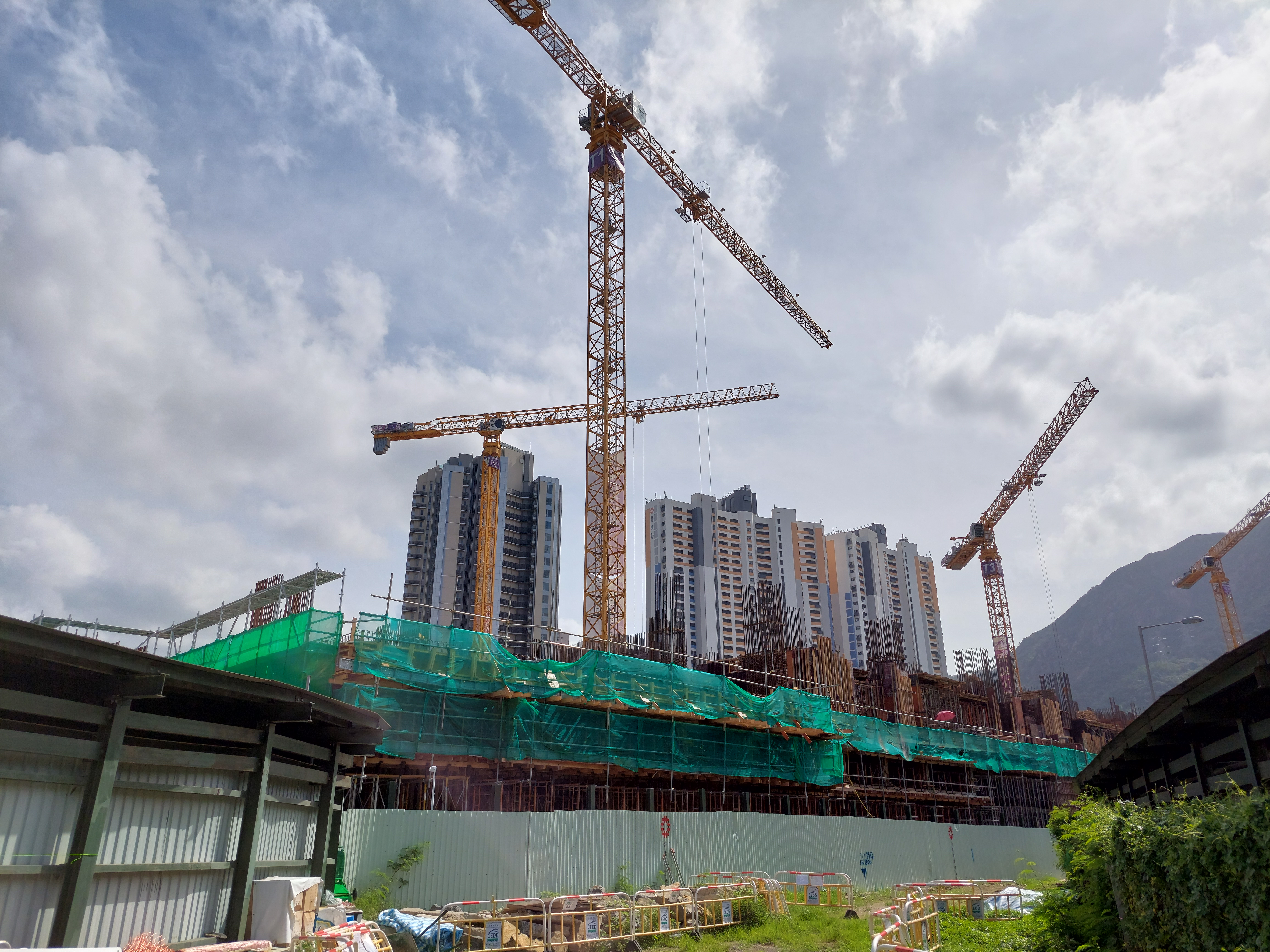
興建中之業旺邨（2022年6月）
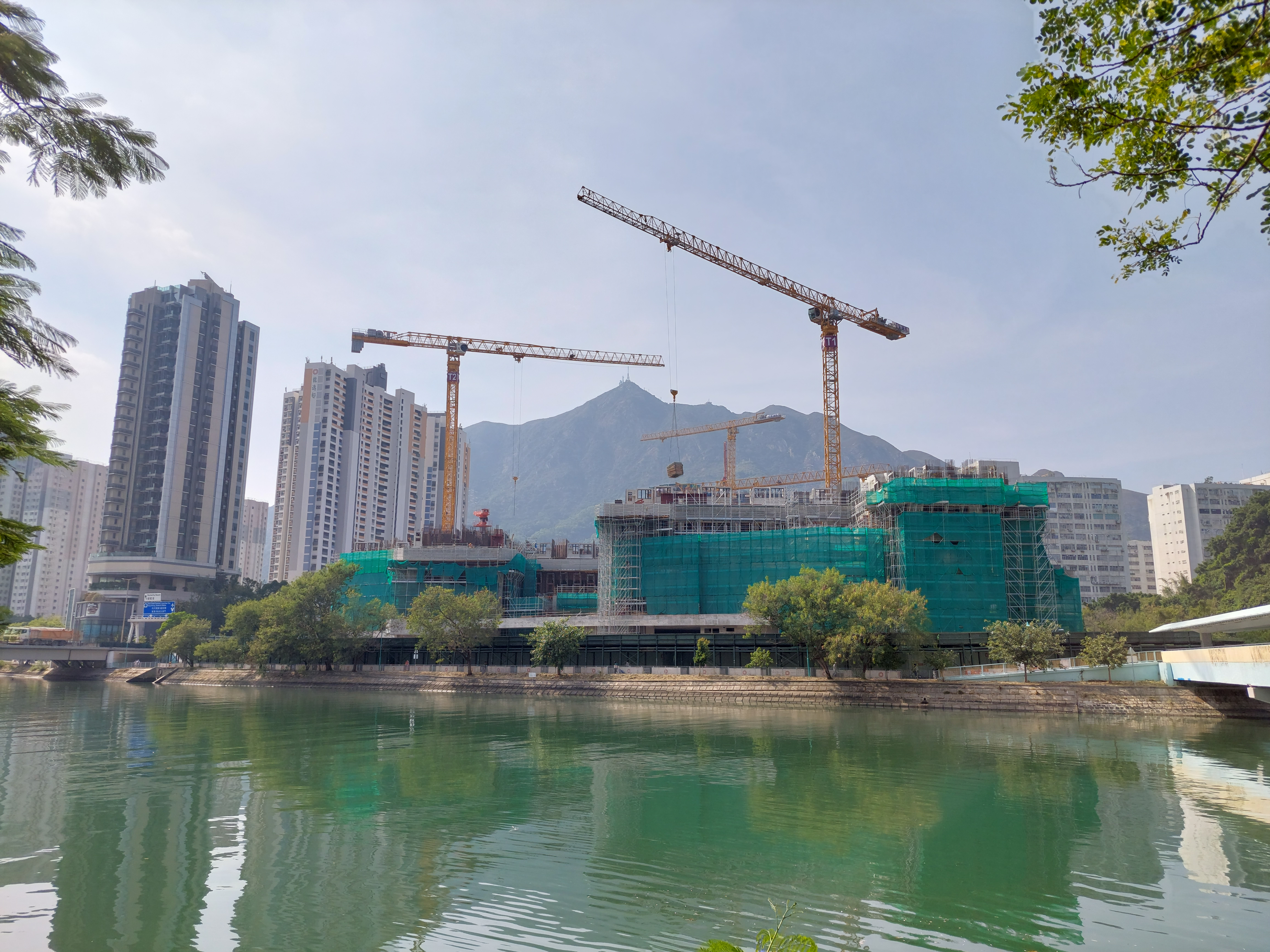
興建中之業旺邨（2022年10月）
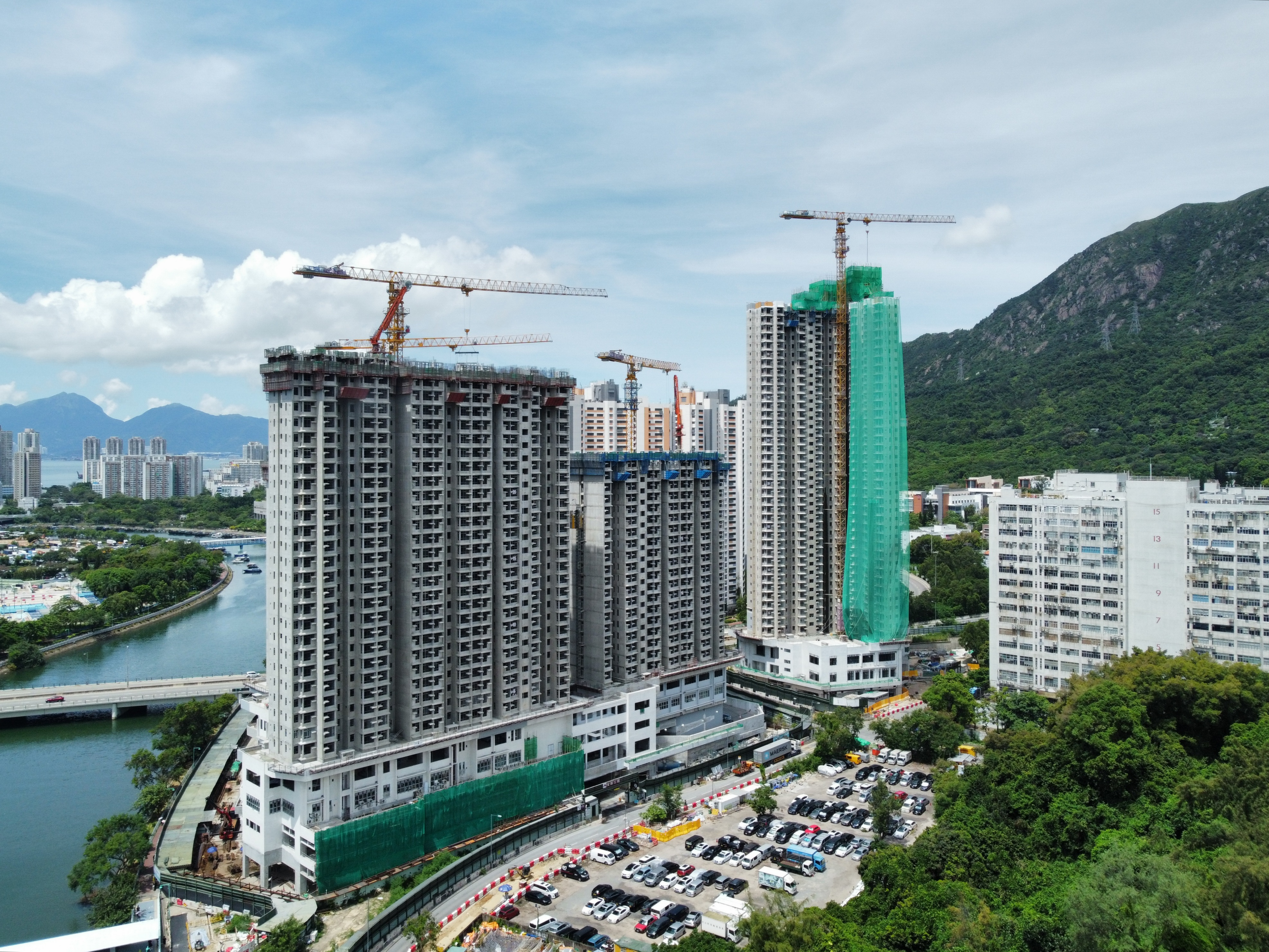
業和樓封頂（2023年7月）
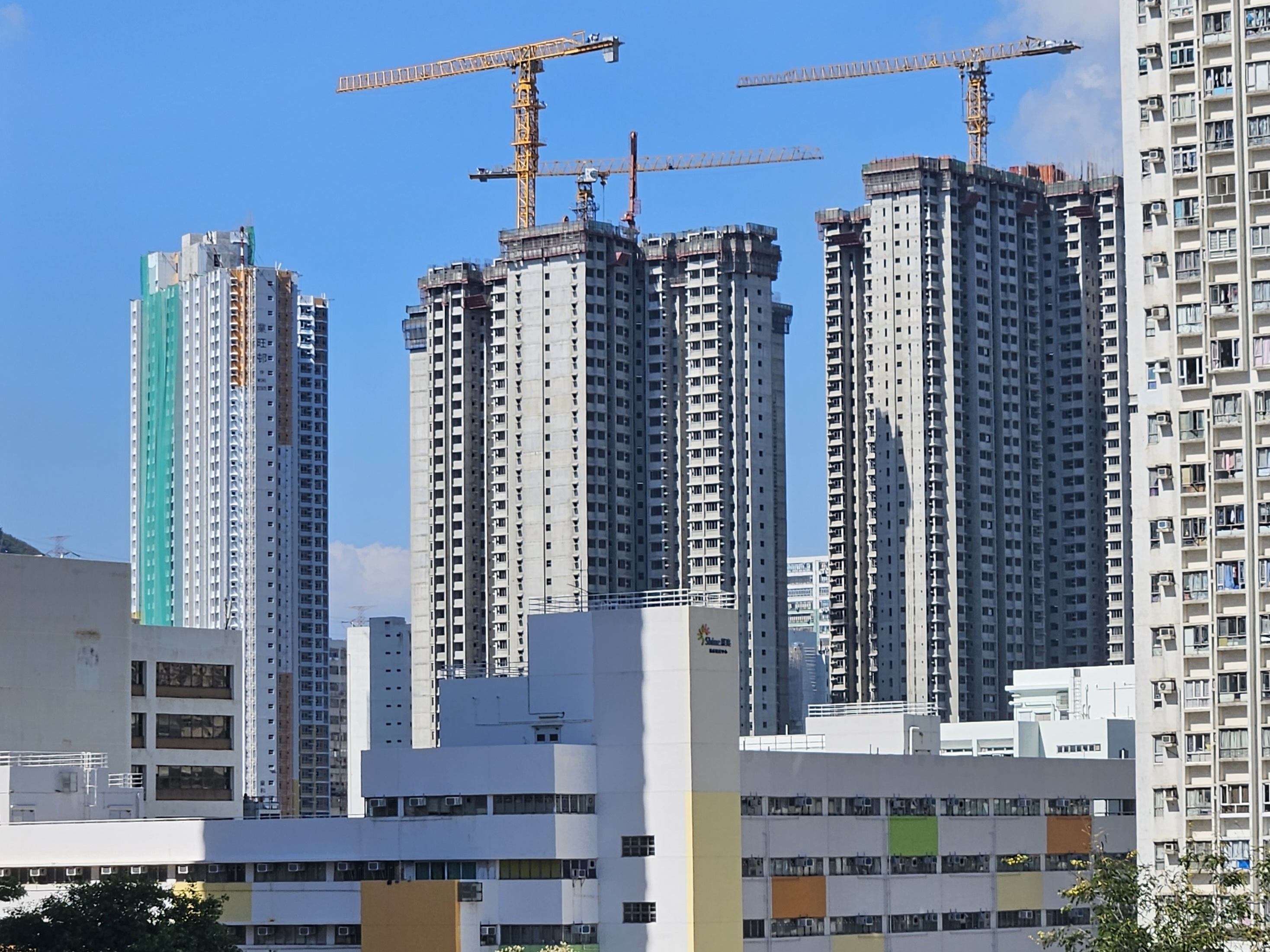
興建中之業旺邨（2023年11月）
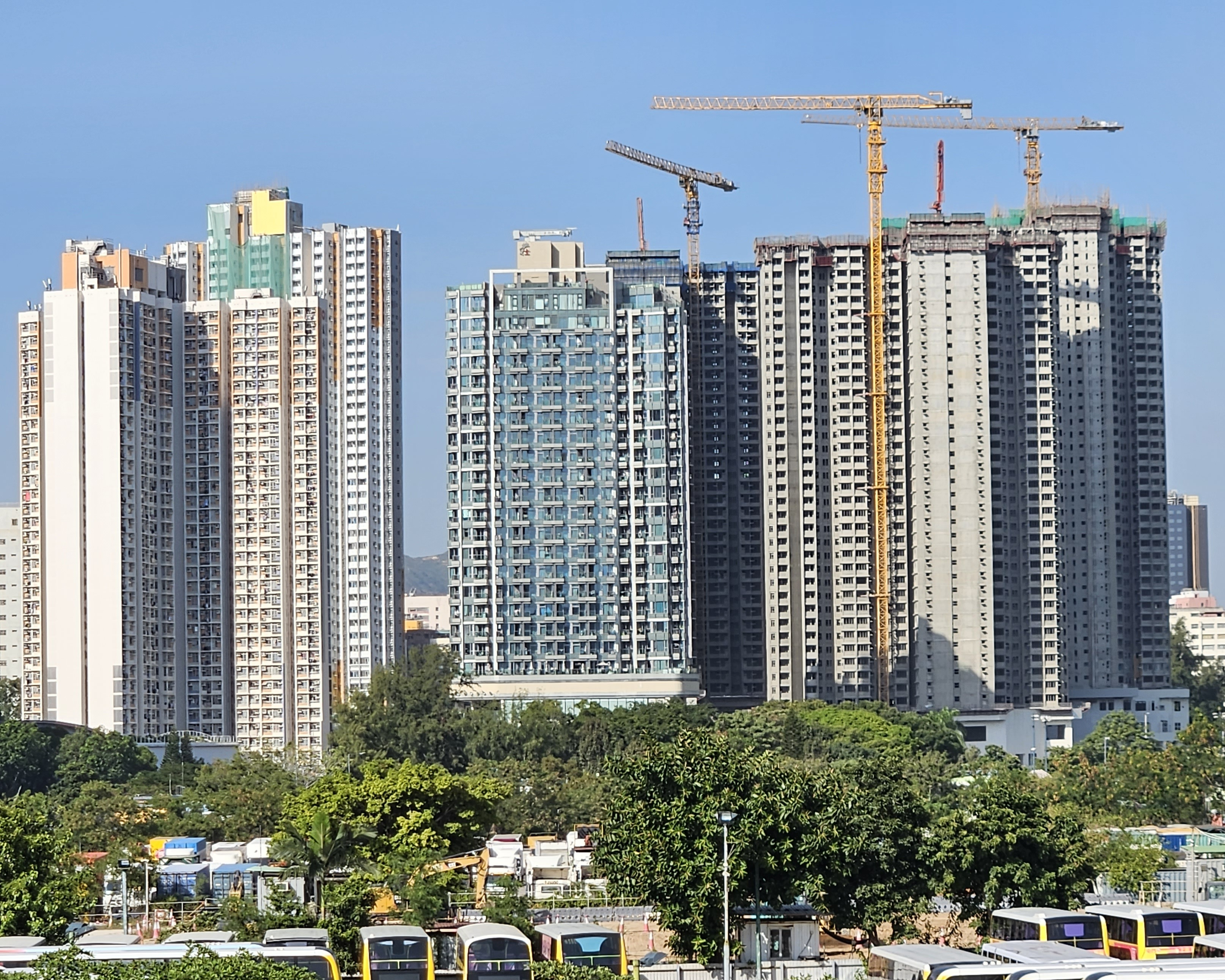
興建中之業旺邨（2023年11月）
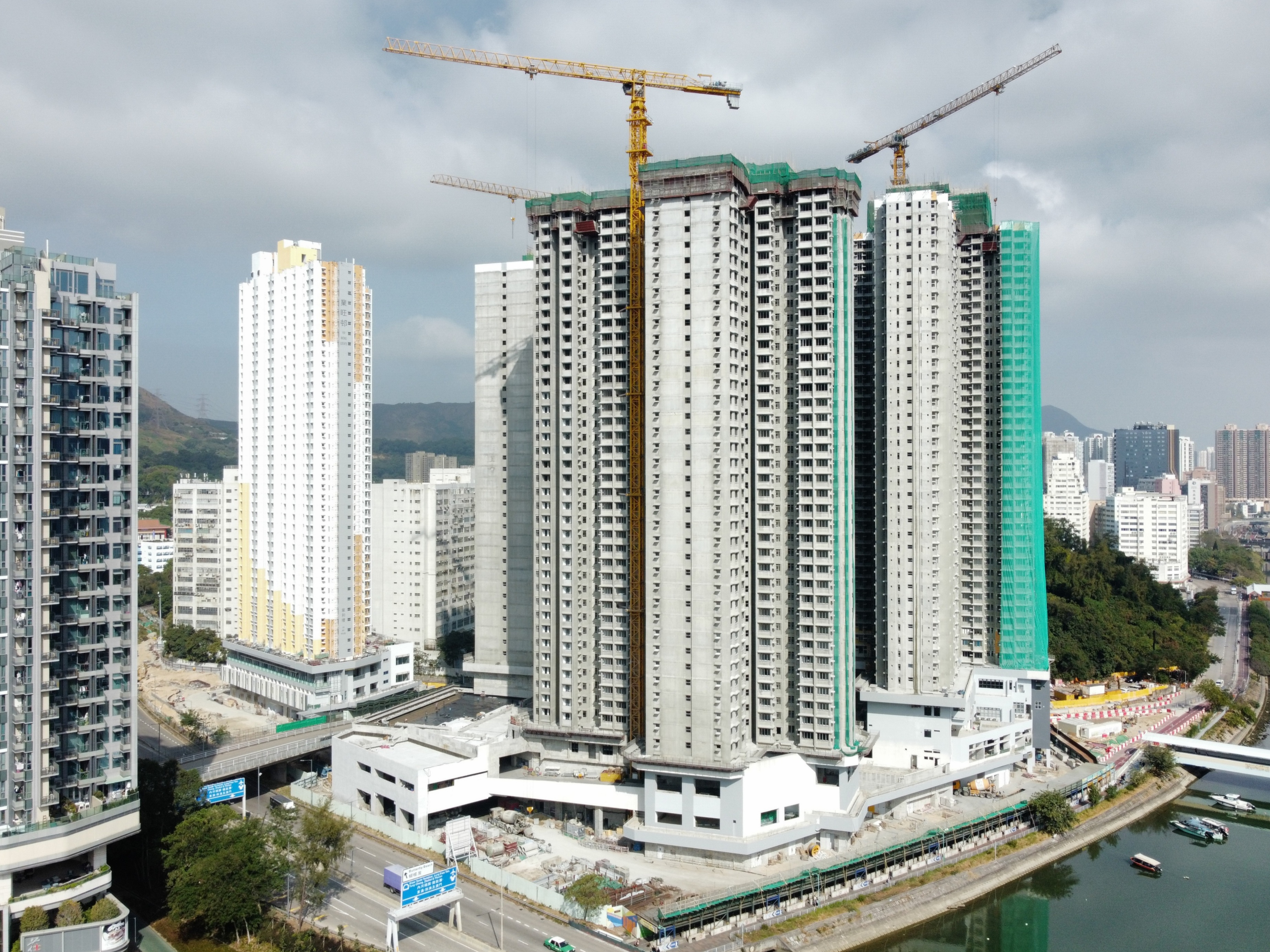
業善樓、業德樓及業慈樓正在封頂（2024年1月）
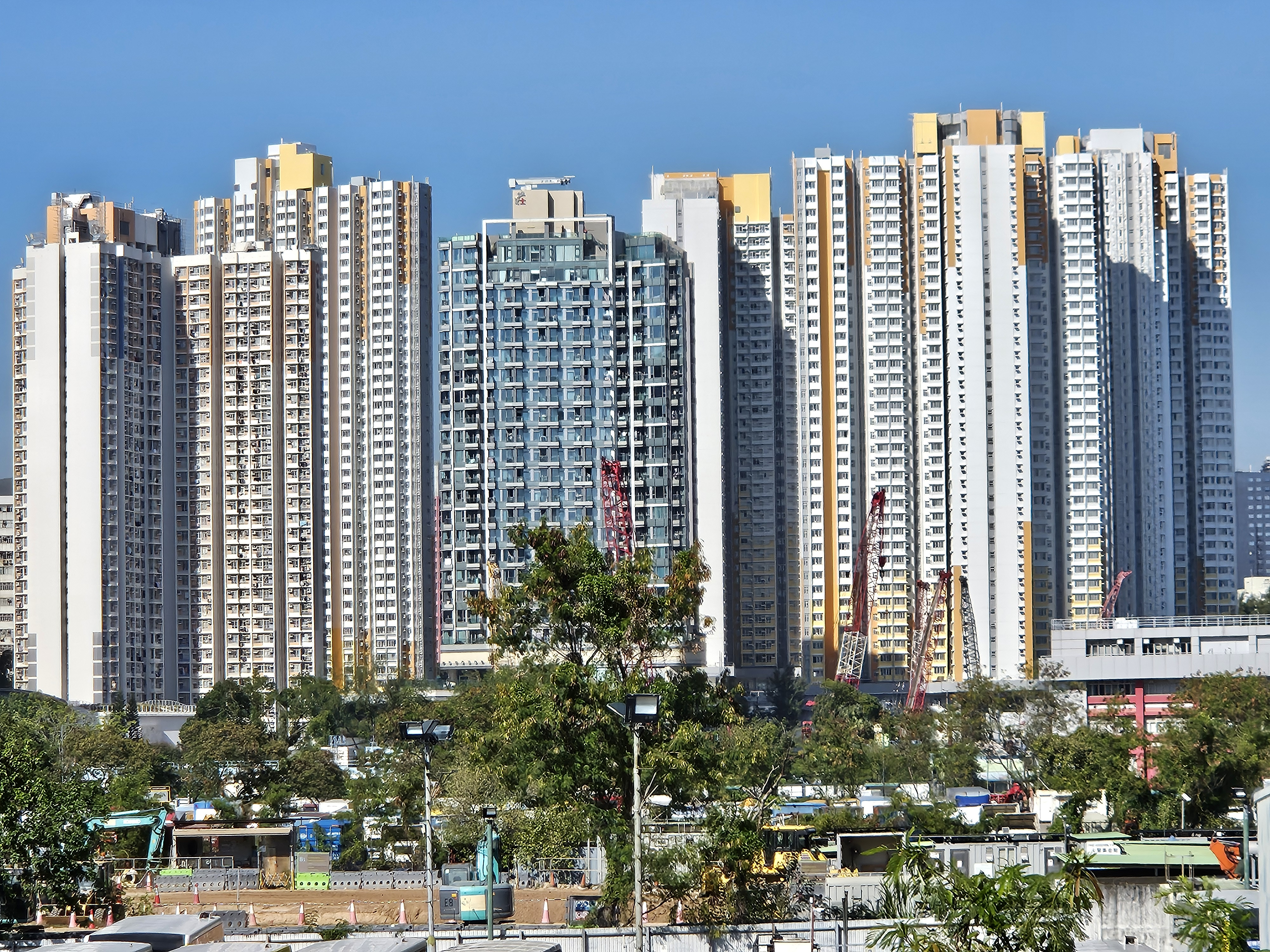
部分入伙的業旺邨（2024年12月）

## 鄰近地方
- 龍逸邨
- 龍門居
- 中華基督教會何福堂小學
- 屯門舊墟
- 后角天后廟
- 屯門河
- 友愛邨
- 屯門公園